# Лютневая музыка XVI—XVII веков
«Лютневая музыка XVI—XVII вв.» — музыкальный альбом советского гитариста и лютниста Владимира Вавилова с записями произведений для лютни, выпущенный на LP в 1970 году фирмой «Мелодия» (33СМ 02059-60). Альбом пользовался успехом, тираж несколько раз допечатывали, позднее несколько раз переиздали на CD. 

## Содержание и происхождение фонограмм
Большинство треков на альбоме приписано западноевропейским композиторам XVI—XVII веков, но настоящим автором музыкальных произведений, кроме «Зелёных рукавов» и «Спаньольетты», является сам Владимир Вавилов. Ещё одно произведение «Турдьон» написано на основе подлинной мелодии из сборника Пьера Аттеньяна «Вторая книга танцев», к которой Вавилов добавил сольную вставку в середине, возможно, собственного сочинения. LP-альбом Вавилова в целом рассматривается как яркий пример музыкальной мистификации.
Пластинка приобрела популярность и многократно переиздавалась. Музыкальные фрагменты с этой пластинки стали музыкальным фоном множества радио- и телепередач, а также игровых фильмов.
Слушатели после выхода пластинки сразу обратили внимание на несколько произведений: «ричеркары», английскую народную песню «Зелёные рукава».
Очень популярной в СССР и позднее в России стала мелодия сюиты для лютни «Канцона и танец». «Канцона» стала музыкой песни на слова Анри Волохонского «Рай», более известной как «Город золотой», которую впервые исполнил Алексей Хвостенко и ставшей шлягером группы «Аквариум» в исполнении Б. Гребенщикова. Также на сюиту для лютни «Павана и Гальярда» Анри Волохонский написал текст песни «Конь унес любимого», которая получила известность в исполнении Леонида Федорова, солиста группы «АукцЫон».
В XXI веке всемирную популярность обрела ария «Ave Maria» с альбома Вавилова, вошедшая в репертуар звёзд мировой оперной сцены и звёзд популярной музыки.

## Список композиций

### Издание 1970 года
Примечание. На пластинке Вавилов указан как лютнист. Однако не исключено, что в самой записи вместо лютни использовалась лютневидная гитара.
- Франческо да Милано (1497—1543) — Сюита для лютни: Канцона и Танец.
- Народная музыка XVI в. — Спаньолетта.
- Неизвестный автор XVI в. — Ave Maria.
- Н. Нигрино — Ричеркар
- В. Галилеи (1520-е — 1591) — Сюита для лютни: Павана и Гальярда.
- Г. Нейзидлер (1508—1563) — Чакона.
- Английская народная музыка XVI в. — Песня «Зеленые рукава» и Гальярда.
- Турдьон, старинный французский танец.
- Ж. А. Байф — Пастурелла.
- Д. Готье (1603—1672) — Гавот.

### Издания на CD
1. Сюита для лютни: Канцона и Танец
 (автор музыки: Франческо да Милано)
2. Спандольетта (народная музыка XVI века)
3. Ave Maria
 (автор музыки: Джулио Каччини)
4. Ричеркар
 (автор музыки: Николо Нигрино)
5. Сюита для лютни: Павана и Гальярда
 (автор музыки: Винченцо Галилеи)
6. Чакона
 (автор музыки: Ганс Нейзидлер)
7. «Зелёные рукава» и Гальярда (английская народная лютневая музыка)
8. Турдьон (старинный французский народный танец)
9. Пастурелла 
(автор музыки: Жан Байф)
10. Гавот
 (автор музыки: Дени Готье)
11. Шансон «De Mon Triste Desplasir»
 (автор музыки: Франческо да Милано)
12. Фантазия «De Mon Triste»
 (автор музыки: Франческо да Милано)
13. Ричеркар № 74 
(автор музыки: Франческо да Милано)
14. Ричеркар № 51 
(автор музыки: Франческо да Милано)
15. Ричеркар № 30 
(автор музыки: Франческо да Милано)

## Мистификация
На пластинке было указано, что большинство композиций — музыкальные произведения XVI—XVII веков. Но исследователи обнаружили, что настоящим композитором почти всех произведений, за исключением «Зелёных рукавов», был Владимир Вавилов. Причиной такой мистификации были опасения Вавилова, что в то время государственная фирма грампластинок не выпустила бы диск с сочинениями музыканта, не имеющего официального диплома композитора. Поэтому Вавилов, который очень хотел, чтобы его музыку услышали, пошёл на хитрость и приписал авторство своих произведений композиторам эпохи ренессанса и «неизвестным авторам».
Впоследствии его дочь, Тамара Владимировна, вспоминала: «Отец был уверен, что сочинения безвестного самоучки с банальной фамилией „Вавилов“ никогда не издадут. Но он очень хотел, чтобы его музыка стала известна. Это было ему гораздо важнее, чем известность его фамилии». Также высказывалось предположение, что пластинку с таким религиозным сочинением как Ave Maria просто не пропустила бы цензура, даже если бы её написал официальный советский композитор.
В 2022 году фирма Мелодия выпустила современное переиздание пластинки, сделав ремастеринг оригинальной звукозаписи. В монтажном листе и в аннотации пластинки Владимир Вавилов указан как автор всех композиций (кроме треков «Зелёные рукава» и «Гальярда»).

## Музыканты
- Владимир Вавилов — лютня
- Марк Шахин — орган («Ave Maria», «Ричеркар», «Пастурелла»)
- Виталий Буяновский — валторна («Спандольетта»)
- Владимир Курлин — гобой («Зелёные Рукава и Гальярда»)
- Лев Перепёлкин — флейта («Турдьон», «Гавот»)
- Надежда Вайнер — вокал («Ave Maria»)